# Семеновка (Кашарский район)
Семеновка — хутор в Кашарском районе Ростовской области.
Входит в состав Поповского сельского поселения.

## География
На хуторе имеются две улицы: Заречная и Семёновская.

## Население
| 2010 |
| ---- |
| 376  |